# Aconitum gassanense
Aconitum gassanense là một loài thực vật có hoa trong họ Mao lương. Loài này được Kadota & Sh.Kato mô tả khoa học đầu tiên năm 2003.